# Le Corricolo (Dumas)
Le Corricolo est une œuvre d'Alexandre Dumas publiée en 1843, où il évoque le voyage qu’il effectue de Rome à Naples en 1835, avec le peintre Louis Godefroy Jadin.

## Le récit
Il conclut les impressions de voyage de l'auteur dans le Royaume de Naples par son séjour à Naples, en faisant suite au Speronare et au Capitaine Aréna qui relataient respectivement ses voyages en Sicile et en Calabre.
Le titre fait référence au moyen de transport que Dumas utilisa pour visiter la région de Naples. Comme l'explique Dumas, « Le corricolo est une espèce de tilbury primitivement destiné à contenir une personne et à être attelé d'un cheval ; on l'attèle de deux chevaux, et il charrie de douze à quinze personnes. »
Cet ouvrage, recueil d’anecdotes, d’historiettes, de portraits, de bons mots et de récits de promenades, témoigne de l'attrait d'Alexandre Dumas pour Naples. Il est toujours un excellent guide de voyage pour cette ville.